# Халс (Тенеси)
Халс (енгл. Halls) град је у америчкој савезној држави Тенеси.

## Демографија
По попису из 2010. године број становника је 2.255, што је 56 (-2,4%) становника мање него 2000. године.
| Група             | 2000.         | 2010.         |
| Белци             | 1.619 (70,1%) | 1.574 (69,8%) |
| Афроамериканци    | 650 (28,1%)   | 607 (26,9%)   |
| Азијати           | 2 (0,1%)      | 0 (0,0%)      |
| Хиспаноамериканци | 15 (0,6%)     | 29 (1,3%)     |
| Укупно            | 2.311         | 2.255         |